# Marino Penna
Marino Alberto Penna Miranda (Ovalle, 18 de enero de 1929-Santiago, 4 de enero de 2023) fue un ingeniero químico y político demócratacristiano chileno. Hijo de Marino Alejandro Penna Barraza y Ana Albina Miranda Miranda. Contrajo matrimonio con Nelly Violeta del Carmen Gaete Mihovilic.

## Biografía
Educado en la Escuela N.º 3 de Ovalle y en el Liceo de Hombres de la misma ciudad. Ingresó a estudiar a la Universidad Técnica Federico Santa María de Valparaíso, donde se tituló en 1952 como Ingeniero químico, tras presentar una tesis titulada "Investigación sobre substancias curtientes en árboles chilenos", la que fue financiada por la Corporación de Fomento de la Producción.
Se desempeñó en la Curtiembre Limarí, de propiedad familiar, en Ovalle. Trabajó además en el Departamento de Investigaciones de la Compañía Salitrera Lautaro, en María Elena y en la Compañía de Gas de Valparaíso, donde fue administrador.

### Actividades políticas
Militante del Partido Demócrata Cristiano, colectividad de la cual fue Presidente de María Elena (1959) y Jefe de Propaganda de la campaña presidencial de Eduardo Frei Montalva, en la provincia de Valparaíso (1964).
Fue elegido Regidor y Alcalde subrogante de Ovalle (1956-1958).
Elegido Diputado por la 4ª agrupación departamental, correspondiente a las comunas de La Serena, Coquimbo, Elqui, Ovalle, Illapel y Combarbalá (1965-1969), participando de la comisión permanente de Hacienda.
Reelecto Diputado por la misma agrupación departamental (1969-1973). En esta oportunidad formó parte de la comisión permanente de Agricultura y Colonización.
Nuevamente Diputado por La Serena, Coquimbo, Elqui, Ovalle, Illapel y Combarbalá (1973-1977), integró la comisión permanente de Minería. Sin embargo, el Golpe de Estado del 11 de septiembre de 1973 suspendió el Congreso Nacional, terminando sus funciones parlamentarias.
Fue miembro del Club de Leones y del Centro de Ingenieros de Valparaíso y luego llegó a ser Presidente del Centro de Ingenieros de Chile.
En 1994 se desempeñó como analista de la Comisión Nacional de Investigación Científica y Tecnológica (CONICYT), perteneciente al Ministerio de Educación.

## Historial electoral

### Elecciones parlamentarias de 1969
- Elecciones parlamentarias de 1969 - Diputados para la 4° Agrupación Departamental (Coquimbo)[2]

### Elecciones parlamentarias de 1973
- Elecciones parlamentarias de 1973 - Diputados para la 4° Agrupación Departamental (Coquimbo)